# Grabmal Familie Schmitz
Das Grabmal Familie Schmitz ist ein Denkmal in Darmstadt.

## Geschichte und Beschreibung
Das Grabmal der Familie Schmitz wurde im Jahre 1926 erbaut.
Stilistisch gehört es zum Expressionismus.
Eine lebensgroße Frauenplastik mit wallendem Gewand und markantem Faltenwurf steht im Zentrum der Grabanlage.
Typisch für die 1920er-Jahre ist das Zickzack-Ornament auf dem Abschlussstein.
Grabstelle: Waldfriedhof Darmstadt R 2a 1